# Lauris
Lauris è un comune francese di 3 611 abitanti situato nel dipartimento della Vaucluse, nella regione della Provenza-Alpi-Costa Azzurra.

## Società

### Evoluzione demografica
Abitanti censiti